# Nuttige idioot

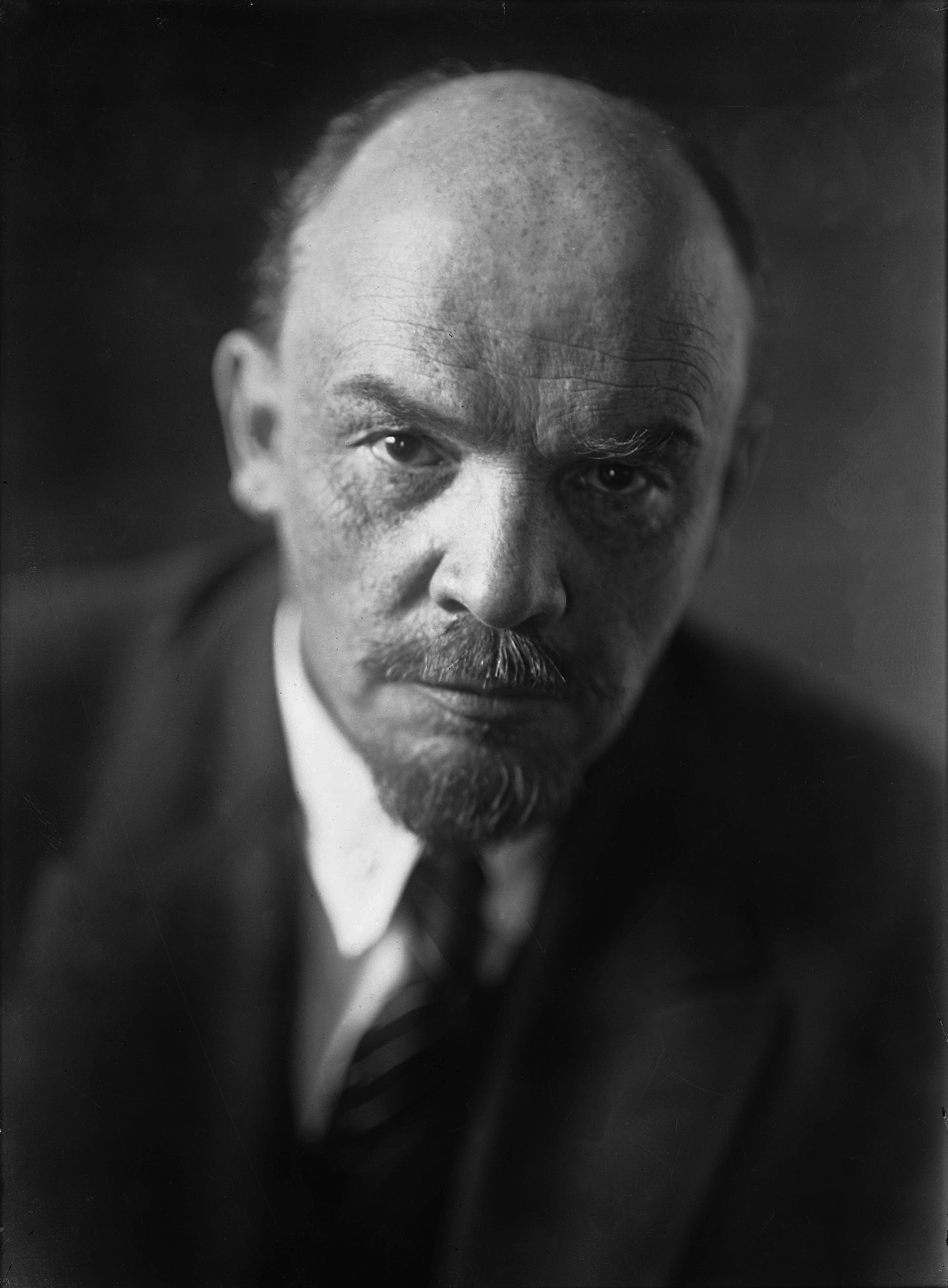
Vladimir Lenin

Het begrip nuttige idioot verwijst naar het gebruiken van (voornamelijk) publieke figuren voor propagandadoeleinden, zonder dat die persoon zich daarvan bewust is. De term wordt veelal toegeschreven aan Vladimir Lenin, maar deze bewering is omstreden.

## Begripsherkomst
Vaak wordt ervan uitgegaan dat de term nuttige idioot voor het eerst werd gebruikt tijdens de Tweede Wereldoorlog in de Sovjet-Unie. Lenin zou de uitdrukking gebruiken voor westerse intellectuelen die vanuit hun idealisme konden worden ingezet voor Sovjet-propaganda, maar er bestaan geen bronnen die dit aantonen.
Vanaf de Tweede Wereldoorlog verspreidde de term zich wereldwijd. In veel gevallen werden hiermee personen beschreven die voor de buitenlandse politiek van de Sovjet-Unie gebruikt werden. In een tweedelige BBC-radiodocumentaire uit 2010 noemt journalist John Sweeny de auteurs Herbert George Wells, Doris Lessing, George Bernard Shaw, Walter Duranty en zanger Paul Robeson nuttige idioten.
Tevens wordt met de term nuttige idioten geduid op westerse sympathisanten van andere autoritaire regimes, zoals het Libië van Moammar al-Qadhafi en Noord-Korea (Dennis Rodman).

## Huidig gebruik
Tegen de achtergrond van de Russisch-Oekraïense Oorlog wordt de term nuttige idioten door internationale media wederom gebruikt. Het betreft hierbij hoofdzakelijk de hartelijke contacten tussen de Russische regering en Vladimir Poetin met diverse Europese en Amerikaanse bekendheden, waaronder Marine Le Pen, Gábor Vona en Donald Trump.
In Nederland zijn Harry van Bommel en Thierry Baudet weleens als nuttige idioot aangeduid.

## Media
Aflevering 9 in het zevende seizoen van de serie Homeland is getiteld Useful Idiot (Nuttige Idioot).